# しあわせな結婚
『しあわせな結婚』（しあわせなけっこん）は、2025年7月17日からテレビ朝日系「木曜ドラマ」枠で放送中のテレビドラマ。主演は阿部サダヲ。

## キャスト

### 主要人物
原田幸太郎（はらだ こうたろう）〈50〉
演 - 阿部サダヲ
「原田こうたろう法律事務所」代表。元検事で、今は日本とアメリカの弁護士資格を持ち、数々の裁判で無罪を勝ち取る優秀な弁護士。朝の情報番組のコメンテーターやクイズ番組への出演もこなす有名人。
50年間、頑なに独身主義を貫いてきたが、病院で知り合ったネルラに強烈に惹かれて電撃結婚する。ネルラとその家族たちの住むマンションで結婚生活を送っているが、元来一人が好きな性格で、一人になりたい時のために独身時代に住んでいたマンションも残してある。
鈴木ネルラ（すずき ネルラ）〈45〉
演 - 松たか子
幸太郎の妻。白凰女子大学附属高校の非常勤美術教師。大学院で修復学を学び、卒業後はイタリアへ留学。帰国後も絵画の修復などに携わっていたが、15年前に起きた事件をきっかけに美術教師となる。
あまり感情を表に出さないミステリアスな女性だが、時に大胆な発言や行動をとることもある。蓮根が好き。寝相が非常に悪い。
宮沢賢治が好きだった母の影響で、「銀河鉄道の夜」の登場人物・カンパネルラから『ネルラ』と名付けられた。父・寛が所有するマンションの2階に住んでいる。

### 鈴木家
鈴木レオ（すずき レオ）〈27〉
演 - 板垣李光人（幼少期：岩川晴）
ネルラの弟。アイドルグループ・超特急の衣装を手掛けるデザイナー兼スタイリスト。東京大学の学生だが、デザイナー業が多忙のため現在は休学中。名前の由来は、母が好きだった絵本作家のレオ・レオニ。
父・寛のマンションの1階に住んでいる。
鈴木考（すずき こう）
演 - 岡部たかし
寛の弟で、ネルラとレオの叔父。ゴルフのティーチングプロ。ネルラとレオが母を亡くして以来、母親代わりとして幼いレオを育てたため、裁縫や料理が得意。
兄・寛のマンションの3階に住んでいる。
鈴木寛（すずき かん）
演 - 段田安則
ネルラとレオの父。日本最大の缶詰メーカー「カンツル」の創業社長だった。
自己所有するマンションの4階に住んでおり、週に一度、家族で食事会を開いている。

### 原田こうたろう法律事務所
今泉憲資（いまいずみ けんし）
演 - 金田哲
弁護士。父は判事、母は検事、兄も弁護士という法曹一家の次男で、司法試験にも一発合格したエリート。
臼井義男（うすい よしお）
演 - 小松和重
弁護士。浪人生活が長かったため弁護士としては新人だが、幸太郎の大学時代の同級生で、信頼できる友人。

### ニュースホープ
JPNテレビのワイドショー番組。
梶原拓（かじわら たく）
演 - 馬場徹
MC。痛風持ちで、発作のため番組を欠席した際には代打として幸太郎が半ば強引にMCを務めた。
アナウンサー
演 - 弘中綾香（テレビ朝日アナウンサー）
曽我（そが）
演 - 辻凪子
ヘアメイク。
倉澤ちか（くらさわ ちか）
演 - 堀内敬子
総合プロデューサー。幸太郎とは旧知の仲で、彼の能力を高く評価している。独身主義の幸太郎が結婚したことに衝撃を受けており、彼の前では明るく茶化していたが、陰では「何で私じゃなかったの！」とぼやいていた。

### 周辺人物
布勢夕人（ふせ ゆうと）〈当時30〉
演 - 玉置玲央
画家。ネルラの大学時代の同級生で、元婚約者。鈴木家が所有する倉庫をアトリエ兼住居として暮らしていたが、2010年に倉庫内で階段から転落して死亡しているのをネルラに発見された。
黒川竜司（くろかわ りゅうじ）
演 - 杉野遥亮
警視庁捜査一課の刑事。布勢の死亡事故に対して、15年前からネルラの主張に疑念を抱いていた。週刊誌で幸太郎の結婚が報じられた際、相手の顔は分からないように載せられていたが瞬時にネルラであると確信し、改めて彼女に目を付けて再捜査している。

### 白鳳女子大学附属高校
山下朱音（やました あかね）
演 - 泉有乃

中野美海（なかの みう）
演 - 竹下優名

与田星羅（よだ せいら）
演 - 原田花埜

門真カレン（かどま カレン）
演 - 松崎未夢
ネルラが勤務する高校に通う生徒たち。ネルラを「ネルネル」と呼んでおり、結婚のなれそめを聞き出そうとグイグイ斬り込んでいく。

### ゲスト

#### 第1話
内藤つばさ
演 - 小雪（第4話）
幸太郎の元恋人。弁護士。結婚の意思のない幸太郎に愛想を尽かし、別れ際に彼のふくらはぎを蹴飛ばして去っていった。
磯村正
演 - 戸塚純貴
泥酔して六本木通りを裸で疾走し、警察官の制止も聞かずに暴れて逮捕された俳優。現役大臣の息子。
妻、夫
演 - 野呂佳代、山本啓之
原田こうたろう法律事務所で夫の浮気相手への慰謝料請求の相談をする妻と、その声も聞きたくないと言われてしまった夫。

妻
演 - 楊原京子
原田こうたろう法律事務所で離婚相談をする夫婦の妻。
医師
演 - 渡部遼介
幸太郎が運び込まれた関東医科大学付属病院の医師。
看護師
演 - 荒井愛花
関東医科大学付属病院看護師。
司会者
演 - 岩田和浩
幸太郎が出演した討論番組の司会者。
看護師
演 - 三輪和音（第5話）
関東医科大学付属病院の看護師。
刑事
演 - 長島竜也
黒川の部下。
AD
演 - 伊藤あいみ
幸太郎が出演した討論番組のAD。

娘、息子
演 - 小柴みら、吉田奏佑
幸太郎の隣のベッドに入院している父親を見舞う子供たち。

店主
演 - 笠松伴助
幸太郎の行きつけの定食屋のマスター。
FD
演 - 細渕敬史（第2話）
「ニュースホープ」のフロアディレクター。
椋田
演 - 町田政則
討論番組の出演者。

武内
演 - 潟山セイキ（第2話）
「ニュースホープ」のコメンテーター。
AD
演 - 末廣拓也（第2話）
「ニュースホープ」のAD。

#### 第2話
笹尾明
演 - 亀田佳明（第4話・第5話）
警視庁 刑事部長。黒川竜司の上司。15年前は警視庁元麻布警察署の刑事だった。
信井
演 - 梅田誠弘
「ニュースホープ」のディレクター。
証人、検察官
演 - 池田倫太朗、川面千晶
裁判で証言する検察側証人と検事。
木村
演 - 南彩加
「ニュースホープ」のコメンテーター。
アシスタントMC
演 - 小林紗菜
「ニュースホープ」料理コーナーのアシスタントMC。
教師
演 - 大浦理美恵、安部智凛
白凰女子大学附属高校でのネルラの同僚。

女性
演 - 平山よう
布勢夕人の個展で受付をするネルラの友人。
女性
演 - 福田らん。
喫茶店で幸太郎に声をかける女性。

美大生
演 - 富田玲奈
ネルラの同級生。

#### 第3話
並子
演 - 赤間麻里子
鈴木家が泊まるホテルの女将。鈴木家の定宿らしく、ネルラのことを「お嬢さんも有名な人と結婚されて‥」と論評する。仲居たちが原田のサインをもらうと騒いでいるのを諫めるが、自分だけちゃっかりサインをもらっていく。
トニー・リー
演 - 今井隆文
幸太郎たちのウェディングフォトを撮影する新進気鋭の有名写真家。

#### 第4話
佐久間次郎
演 - 野間口徹（第5話）
警視庁 警備部長。15年前は黒川が所属する警視庁元麻布警察署の署長だった。
平野
演 - 若林秀敏
15年前、布施夕人が亡くなった現場に新人の黒川と共に最初に駆けつけた交番勤務の警察官。
刑事
演 - 長島慎治
15年前の元麻布警察署の刑事。署長の判断ですべての捜査員を通り魔事件の本部に突っ込むことになったと黒川に話す。
部下
演 - 長弥想士
15年前の佐久間次郎の部下。
臨床検査技師
演 - 晴野宇美
ネルラが脳のCT検査を受ける病院の臨床検査技師。

#### 第5話
松崎しげる
演 - 本人
「ニュースホープ」の1コーナー「朝から泣ける日本の名曲シリーズ」第8弾に出演して「愛のメモリー」を熱唱する。
久米
演 - 佐藤まんごろう
警視庁記者クラブのキャップを務める記者。幸太郎に頼みごとをされる。
露木、櫻田
演 - 畑中惟吹、川野雄平
警視庁の職員。警視総監がかわったが、その先のトップ争いは佐久間警備部長と笹尾刑事部長の2人が本命だ、と話す。
友達
演 - 笹本旭、上野翔
幼い頃のレオの友だち。

## スタッフ
- 脚本 - 大石静[1]
- 音楽 - 世武裕子
- 主題歌 - Oasis「Don’t Look Back In Anger」（Sony Music Labels Inc.）[43]
- ゼネラルプロデューサー - 中川慎子[1]
- プロデューサー - 田中真由子（テレビ朝日）、森田美桜（AOI Pro.）、大古場栄一（AOI Pro.）[1]、山形亮介（テレビ朝日）
- 監督 - 黒崎博、星野和成、楢木野礼[2]
- 制作協力 - AOI Pro.[1]
- 制作著作 - テレビ朝日[1]

## 放送日程
| 話数                                                                      | 放送日  | サブタイトル                     | 監督     | 視聴率 |
| ------------------------------------------------------------------------- | ------- | -------------------------------- | -------- | ------ |
| 第1話                                                                     | 7月17日 | 50歳で電撃婚…愛する妻と裏の顔    | 黒崎博   | 8.5%   |
| 第2話                                                                     | 7月24日 | 愛する妻と殺人事件               | 黒崎博   | 6.6％  |
| 第3話                                                                     | 7月31日 | 殺人の記憶                       | 星野和成 | 6.1％  |
| 第4話                                                                     | 8月07日 | 急展開…! 殺したのはあなた?       | 星野和成 | 6.6％  |
| 第5話                                                                     | 8月14日 | 第一部完! 愛妻が隠していた真犯人 | 楢木野礼 | 5.4％  |
| 平均視聴率 % （視聴率はビデオリサーチ調べ、関東地区・世帯・リアルタイム） |         |                                  |          |        |

- 初回は21時 - 22時の6分拡大放送。

## エピソード
- 本作の脚本を執筆した大石静は阿部サダヲ演じる原田幸太郎の人物設計をするにあたり、同局の日曜プライム枠で2020年に放送されたドラマスペシャル『スイッチ』の主人公である駒月直（演・阿部サダヲ）の人物像が好きなため、そこから刺激を受けたと話している[50]。